# Apanteles alejandromorai
Apanteles alejandromorai (лат.) — вид мелких наездников рода Apanteles из подсемейства Microgastrinae семейства бракониды (Braconidae). Обнаружены в Центральной Америке: Коста-Рика (Alajuela).

## Описание
Мелкого размера перепончатокрылые насекомые: длина тела около 3,5 мм, длина переднего крыла до 3,4 мм. Основная окраска тёмно-коричневая. Коготки лапок с одной базальной сетой. Соотношение длины и ширины птеростигмы: 3,6 и более. Паразитируют на молевидных бабочках из семейства Злаковые моли-минёры (Elachistidae), Antaeotricha, Lethata trochalosticta. Вид был впервые описан в 2014 году канадским энтомологом Хосе Фернандес-Триана (Jose L. Fernández-Triana; Department of Integrative Biology and the Biodiversity Institute of Ontario, University of Guelph, Гелф, Онтарио, Канада) и назван в честь Алехандро Мора (Alejandro Mora; Programa de Contabilidad, Коста-Рика).